# Гора Миндовга
Гора́ Миндо́вга (бел. Гара Міндоўга) — холм в Новогрудке, расположенный на территории, ограниченной улицами Минской, 1 Мая и пешеходным переходом, соединяющим улицы Минскую и 1 Мая.
В июле 1993 года в честь годовщины 740-летия коронации Миндовга у подножия горы был поставлен памятный камень. В 1996 году объект включен в Государственный реестр историко-культурных памятников.

## История

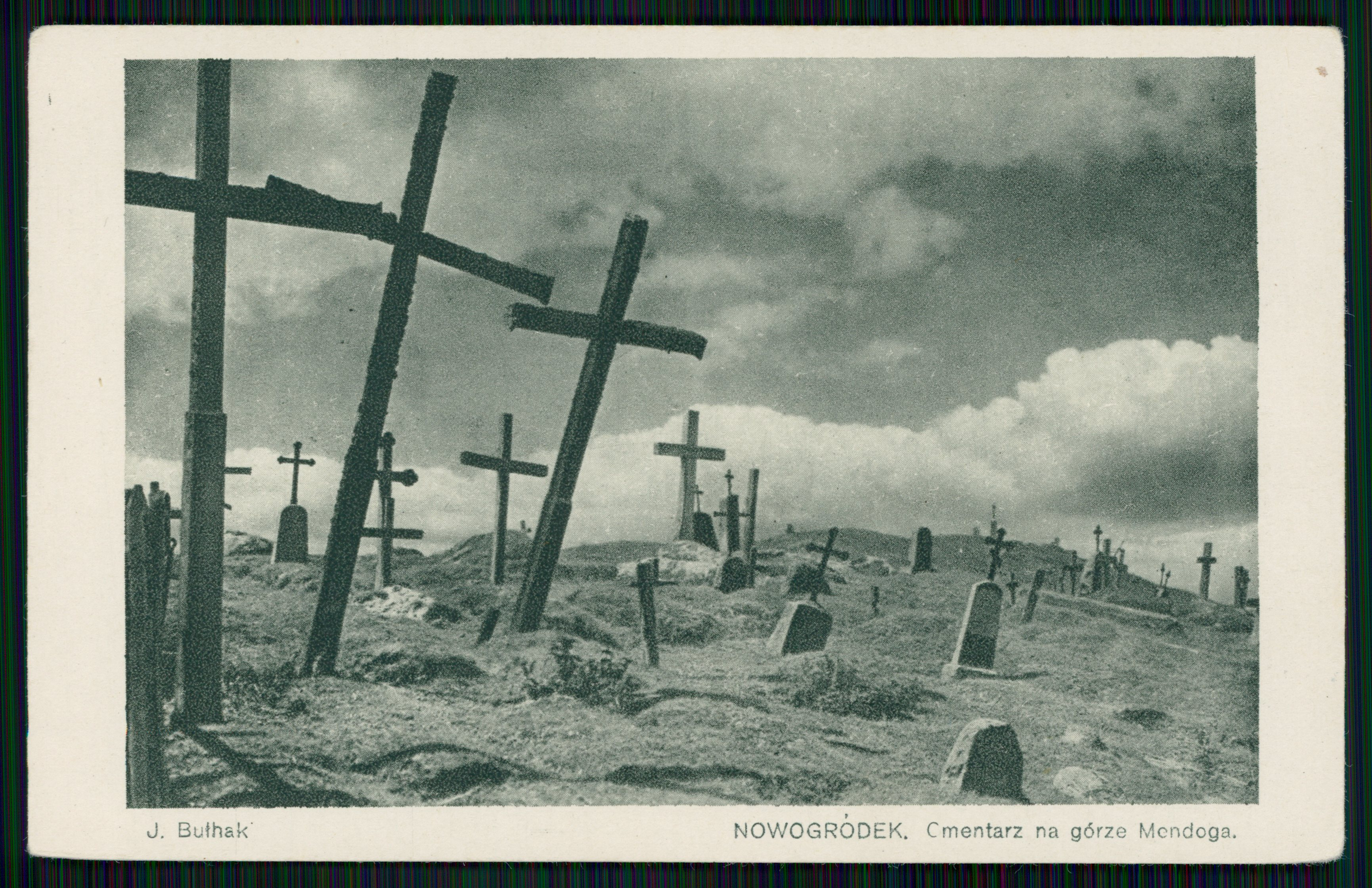
Кладбище на горе, Ян Булгак, 1910

Предполагается, что в XIII веке здесь был похоронен основатель Великого княжества Литовского король Миндовг. Об этом было написано в первой монографии о Новогрудоке, изданной на латинском языке во Львове в 1795 году. Незадолго до смерти от рук своих политических противников он отказался от католичества и был похоронен по языческому обряду под горой (курганом). По другой версии, такое название могло возникнуть от того, что на этой горе и вокруг неё, возможно, проходила в 1253 году коронация Миндовга , который принял от Папы Римского Иннокентия IV корону и титул Короля Литвы — первого и единственного, так как согласно летописи, коронация проходила не в замке, а возле него. Особую популярность легенда о горе Миндовга приобрела благодаря известному поэту, уроженцу Новогрудка Адаму Мицкевичу, в произведениях которого не раз появляется góra Mendoga.
Примерно с конца XVII в. на Горе Миндовга располагалось общегородское христианское кладбище. Значительное количество памятников из камня и металла, а также деревянных крестов «на горе» отражено на фотографиях первой трети XX века. Это кладбище перестали использовать для захоронений с начала 1920-х годов. Сохранились некоторые надгробные плиты. Старейший надгробный памятник на Горе Миндовга, который сохранился до наших дней, датируется 1820 годом.
Согласно другому преданию, позже на вершине горы была мраморная надгробная плита на которой возвышалась изображение девушки с лицом ангела. Здесь была похоронена красавица по имени Крыся, которая стала прообразом для многих скульптур и настенных росписей в храмах Вильны. Автором виленских скульптур, как и надгробного памятника на Горе Миндовга был влюбленный в Крысю итальянский скульптор Пьетро Перти.
В июле 1993 г. на городском празднике по случаю 740-летия коронации Миндовга у подножия горы установлен памятный знак скульптора В.М. Летуна.
В сентябре 2014 года возле горы была поставлена металлическая скульптура Миндовга высотой около 2,5 метров.

## Галерея

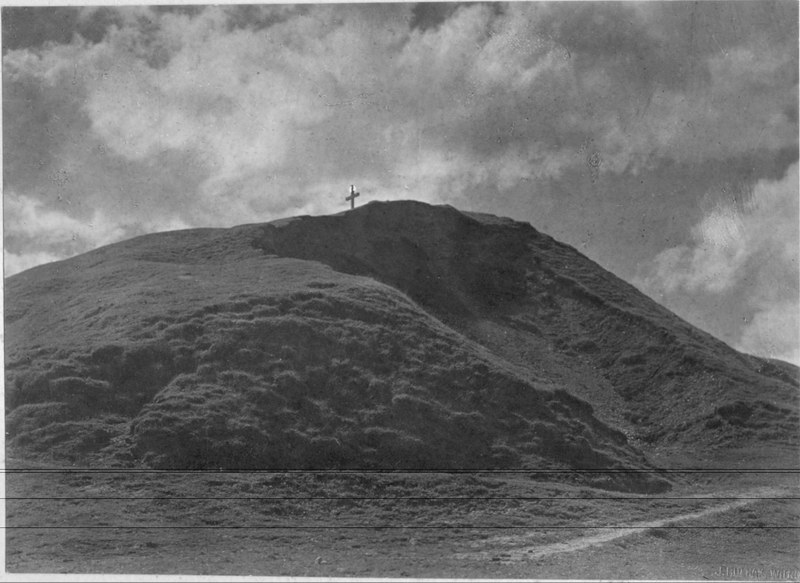
Гора Миндовга, Ян Булгак, 1909 год.
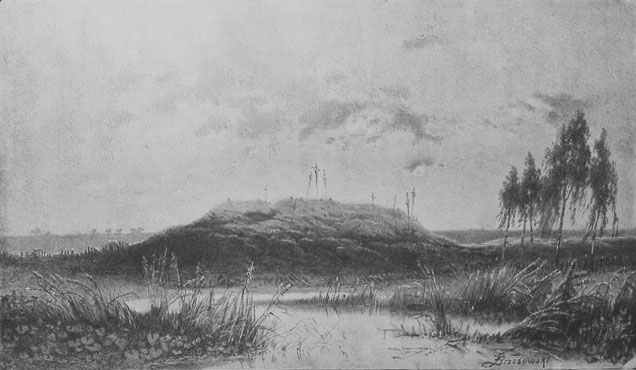
Гора Миндовга, 1898 год.
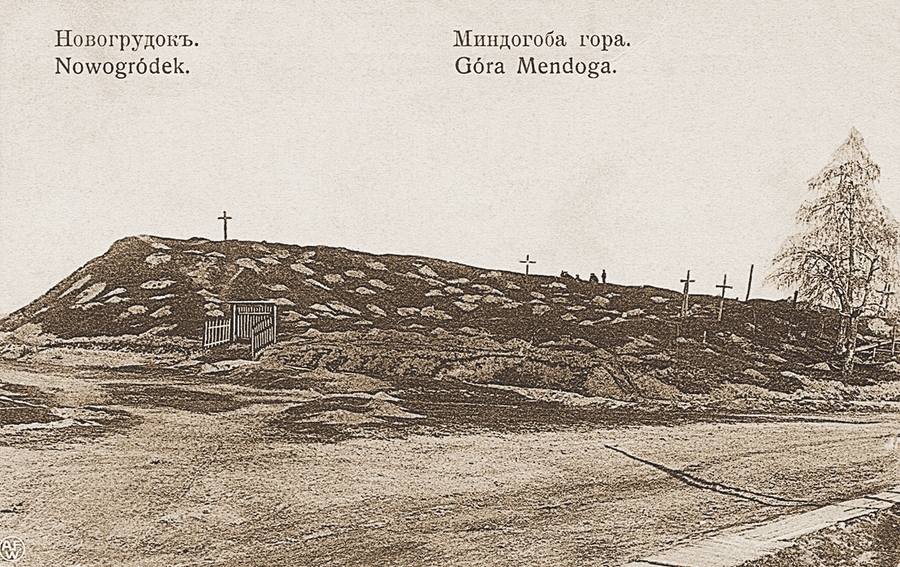
Гора Миндовга, 1910 год.
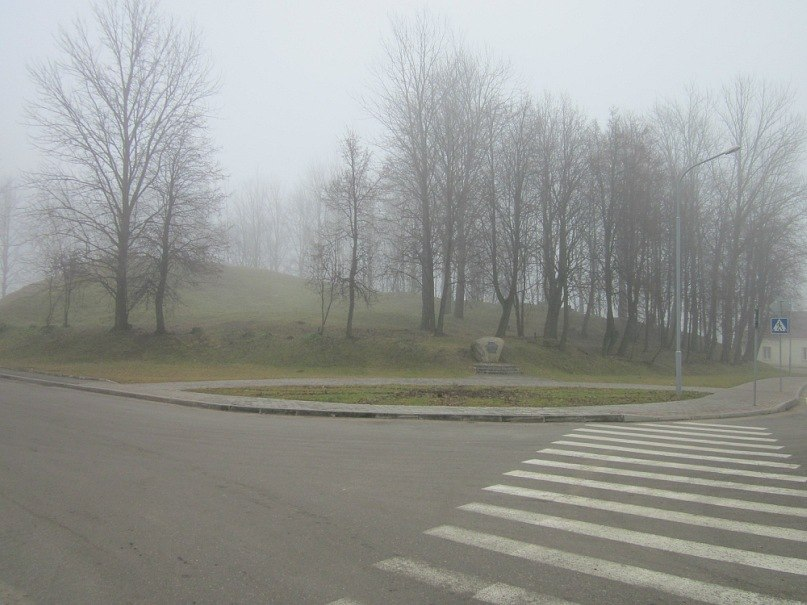
Гора в тумане.
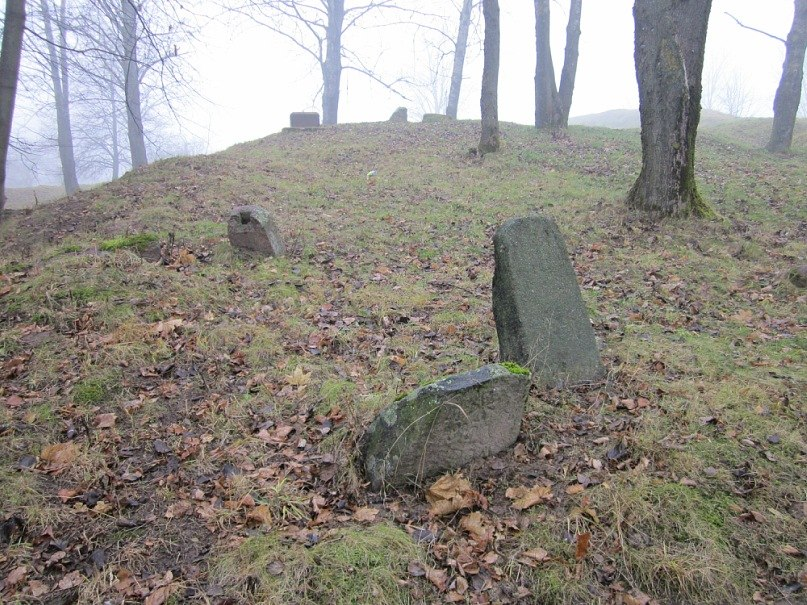
Старые надгробия на горе.
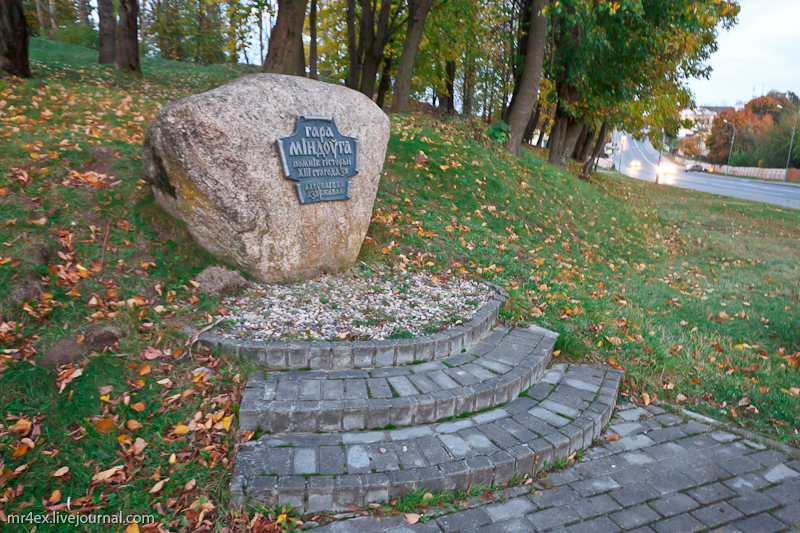
Подножие горы.